# Cent catorze
El nombre 114 (CXIV) és el nombre natural que segueix el nombre 113 i precedeix el nombre 115. La seva representació binària és 1110010, la representació octal 162 i l'hexadecimal 72.
La seva factorització en nombres primers és 2×3×19; altres factoritzacions són 1×114 = 2×57 = 3×38 = 6×19; és un nombre 3-gairebé primer: 3 × 2 × 19 = 114.
És un nombre abundant, un nombre esfèric i un nombre Harshad.
No existeix resposta a l'equació φ (x) = 114, fent de 114 un nontotient. 114 apareix en la seqüència Padovan, precedit pels nombres 49, 65, 86 (essent la suma del dos primers).

## En altres dominis
- És el nombre atòmic del flerovi.
- El nombre de capítols que té l'Alcorà, llibre sagrat dels musulmans.
- El nombre de sentències que Jesús fa a l'evangeli de sant Tomàs
- Stanley Kubrick feia freqüentment referències a aquest nombre en les seves pel·lícules.
- L'any 114 aC o 114 dC.